# Hemmet
Hemmet er en landsby i Vestjylland med 320 indbyggere  (2024), beliggende 4 km nordøst for Nørre Bork, 11 km nordøst for Nørre Nebel, 12 km sydvest for Tarm og 15 km sydvest for Skjern. Byen hører til Ringkøbing-Skjern Kommune og ligger i Region Midtjylland.
Hemmet hører til Hemmet Sogn. I byen ligger Hemmet Kirke, en romansk kirke fra 1100-tallet. Den har en særpræget renæssance-prædikestol, lavet før år 1600.

## Turisme
Byen ligger 5 km sydøst for sommerhusområdet Hemmet Strand ved Ringkøbing Fjord. Dette område er næsten vokset sammen med Skaven Strand mod nordøst, og mod sydvest er der også mange sommerhuse ved Bork Havn.

## Faciliteter
- Hemmet Børnehus er en selvejende institution, normeret til 12 børn i vuggestuen og 38 i børnehaven.[2]
- Hemmet Aktivitets- & Kulturhus blev indviet 13. august 2011 og anvendes til kulturelle og selskabelige arrangementer. Lokalerne kan lejes i 4 forskellige størrelser og har plads til 150 spisende gæster eller 200 personer til foredrag.[3]
- Hemmet Plejehjem har 20 lejligheder (10 til 2 personer og 10 til én person) samt 1 aflastningsstue.[4]
- Borger- og Erhvervsforeningen varetager sognets interesse og laver forskellige arrangementer i løbet af året.
- Hemmet har en Dagli'Brugs i lokaler fra 2019.
- Der er cykelsti fra Hemmet til Nørre Bork, hvor der er skole, idrætshal og idrætsforening.

## Historie
Målebordsbladet fra 1800-tallet bruger stavemåden Hemmed. I 1904 blev Hemmet beskrevet således: "Hemmet (1340: Hæmeth) med Kirke, Præstegd., Skole, Vandmølle, Andelsmejeri og Købmandshdl.;" Målebordsbladet fra 1900-tallet viser desuden smedje, telefoncentral og to missionshuse.

### Kommunen
Sønder Vium Sogn var anneks til Hemmet Sogn og havde altså ikke egen præst. Hemmet-Sønder Vium pastorat blev grundlaget for Hemmet-Sønder Vium sognekommune, der fungerede indtil den i 1966 indgik i Egvad Kommune, der var dannet ved en af de frivillige kommunesammenlægninger forud for kommunalreformen i 1970. Egvad Kommune blev ved strukturreformen i 2007 indlemmet i Ringkøbing-Skjern Kommune.

### Jernbanen
Hemmet fik station på Nørre Nebel-Tarm Jernbane (1913-1940). Stationsbygningen er bevaret på Kirkestrædet 4.

### Mindelunden
Ved Bandsbølvej i Houm Enge findes en mindelund for 7 engelske besætningsmedlemmer, der mistede livet 1. december 1943, da deres firmotorers bombefly under et togt fra Arlington i England til Frederikshavn blev skudt ned her af en tysk natjager. Flyet eksploderede, da det ramte jorden, og efterlod det vandhul, der ses i mindelunden. De dele af besætningen, der blev fundet, er begravet i Mindelunden i Esbjerg.
Borger- og Erhvervsforeningen har renoveret mindelunden samt vejen derud og arrangerer alsangsstævner derude 4. maj.

## Biogas
I 2012 blev der etableret et biogasanlæg i Hemmet. Det har en produktionskapacitet på ca. 5 mio. m³ biogas, der leveres til gasnettet.

## Kendte personer
- Egon Clausen (1940-), forfatter. Han har skrevet om Hemmet i bøgerne ”Under dine Vingers skygge” (Gyldendal 1992) , ”De levendes land” (Gyldendal 1994), ”Min far så engang en engel” (Gyldendal 2010) og ”Fodrejse ad tilgroede spor.” (Gyldendal 2012).